# Mon Redee Sut Txi
Mon Redee Sut Txi, född 10 februari 1982, är en malaysisk bågskytt. Hon deltog vid olympiska sommarspelen 2004.